# 德意志民主共和国全国阵线

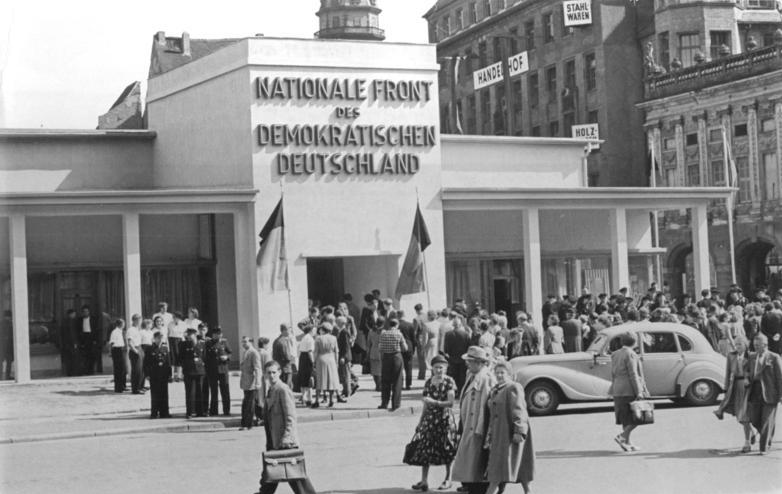
1953年的莱比锡全国阵线办公室

德意志民主共和国全国阵线（德語：Nationale Front der Deutschen Demokratischen Republik，缩写为），1973年以前的名称是民主德国全国阵线（Nationale Front des Demokratischen Deutschlands），是东德各政治党派和群众组织的联合阵线。全国阵线受德国统一社会党领导，组成了东德的人民议会。

## 历史
德意志民主共和国国家阵线的前身是苏占区的“党派和群众组织民主集团”组织，正式成立于1950年3月30日。国家阵线在人民议会每次选举时提供一个席位分配草案（由各党派和社会组织组成），依照给定份额分配而不是总票数。1990年2月20日，新通过的《德意志民主共和国宪法》修正案移除了关于全国阵线的描述。

## 成员

### 政党
- 德国统一社会党
- 德国民主农民党
- 德国基督教民主联盟
- 德国自由民主党
- 德国国家民主党

### 组织
在人民议会中占有席位的组织
- 自由德国工会联合会
- 自由德国青年
- 德国民主妇女联盟
- 民主德国文化协会（英语：Cultural Association of the GDR）
- 农民互助协会

其他组织
- 德苏友谊协会
- 反法西斯抵抗战士委员会
- 人民团结组织
- 恩斯特·台尔曼先锋组织
- 民主德国作家联盟
- 索布人联盟

## 领导人
- 埃里希·科伦斯（1950年—1981年）